# Diogmites rufibasis
Diogmites rufibasis är en tvåvingeart som beskrevs av Jacques-Marie-Frangile Bigot 1878. Diogmites rufibasis ingår i släktet Diogmites och familjen rovflugor. Inga underarter finns listade i Catalogue of Life.